# 仙台市立南吉成中学校
仙台市立南吉成中学校（せんだいしりつ みなみよしなりちゅうがっこう）は、宮城県仙台市青葉区南吉成五丁目にある公立中学校。

## 概要
仙台市立吉成中学校の生徒数急増に伴い、吉成地区と南吉成地区に学区を分けることとなり、新設校の南吉成中学校が開校した。
仙台市で61番目に開校した中学校である。

## 学区
仙台市立南吉成小学校と同じ学区となる。

## 沿革
- 1992年4月 - 仙台市立吉成中学校より分離して開校。

## 所在地
- 宮城県仙台市青葉区南吉成五丁目18番2号

## 有名出身者
- 江尻慎太郎（元プロ野球選手）
- 堀啓（K-1：チームドラゴン）
- 山田脩也(現阪神タイガース)